# ロータス・94T
ロータス・94T (Lotus 94T) は、チーム・ロータスが1983年のF1世界選手権参戦用に開発したフォーミュラ1カー。設計はジェラール・ドゥカルージュ。1983年のシーズン途中から最終戦まで投入された。ドライバーはエリオ・デ・アンジェリスとナイジェル・マンセル。

## 94T
チーム創設者のコーリン・チャップマンを前年12月に失ったこのシーズンは、投入した2種類のシャーシ（92と93T）が不振に終わり、シーズン途中にエンジニアのジェラール・ドゥカルージュを迎える。
ドゥカルージュはチームを動かし、わずか5週間で新シャーシを設計する。このシャーシは完全に新しいものではなく、1982年の91を改良し、ルノー製のV6ターボエンジンを搭載したものである。 アンダーフロアの最後部に大型のディフューザーを搭載し、フラットボトム規制下においても車体下を流れた空気をわずかでも速く後方へ放出することで、得られるダウンフォースの増加、マシングリップの向上を目指した。以後、最後部にディフューザーを装備することは他デザイナーにより各チームがコピーし、フラットボトム時代のF1の標準装備となり、1994年シーズン途中のダウンフォース量削減レギュレーション導入まで10年以上のトレンドとなった。
94TはイギリスGPにてデ・アンジェリスとマンセルのドライブによりデビューした。当時、1981年以来のスポンサーであったJPSは、翌年の契約更新を再検討していた。幸いにも、デ・アンジェリスがドライブする94Tは予選4位につけ、決勝でもマンセルが4位でゴールし、JPSはスポンサーを継続することを決定した。その後も94Tは改良を繰り返し、ヨーロッパGPではデ・アンジェリスがポールポジションを取り、マンセルが3位でゴールした。しかし、信頼性はしばしば不足していた。成績はコンストラクターズランキングが7位、マンセルが10ポイントで13位、デ・アンジェリスが2ポイントで18位であった。

## スペック

### シャーシ
- シャーシ名 94T
- シャーシ構造 カーボンファイバーモノコック
- シャーシ製造数 3
- 全長 4,178mm
- 全幅 2,146mm
- 全高 1,003mm
- ホイールベース 2,603mm
- 前トレッド 1,816mm
- 後トレッド 1,612mm
- ホイール スピードライン
- タイヤ ピレリ
- ダンパー コニ
- ギヤボックス ヒューランドFGA（ケーシングはロータス）5速マニュアル

### エンジン
- エンジン名 ルノーEF1
- 気筒数・角度 V型6気筒・90度
- 排気量 1,492cc
- スパークプラグ チャンピオン
- 燃料・潤滑油 エルフ

## 成績
| 年   | マシン | No. | ドライバー               | 1   | 2   | 3   | 4   | 5   | 6   | 7   | 8   | 9   | 10  | 11  | 12  | 13  | 14  | 15  | ポイント | ランキング |
| 年   | マシン | No. | ドライバー               | BRA | USW | FRA | SMR | MON | BEL | USE | CAN | GBR | GER | AUT | NED | ITA | EUR | RSA | ポイント | ランキング |
| ---- | ------ | --- | ------------------------ | --- | --- | --- | --- | --- | --- | --- | --- | --- | --- | --- | --- | --- | --- | --- | -------- | ---------- |
| 1983 | 94T    | 11  | エリオ・デ・アンジェリス |     |     |     |     |     |     |     |     | Ret | Ret | Ret | Ret | 5   | Ret | Ret | 11       | 8位        |
| 1983 | 94T    | 12  | ナイジェル・マンセル     |     |     |     |     |     |     |     |     | 4   | Ret | 5   | Ret | 8   | 3   | NC  | 11       | 8位        |

- 太字はポールポジション、斜字はファステストラップ